# Biquil Lejlem
Biquil Lejlem är en ort i Mexiko.   Den ligger i kommunen Oxchuc och delstaten Chiapas, i den sydöstra delen av landet, 800 km öster om huvudstaden Mexico City. Biquil Lejlem ligger 1 908 meter över havet och antalet invånare är 263.
Terrängen runt Biquil Lejlem är huvudsakligen kuperad, men den allra närmaste omgivningen är platt. Runt Biquil Lejlem är det glesbefolkat, med 16 invånare per kvadratkilometer. Närmaste större samhälle är Chanal, 12,6 km sydväst om Biquil Lejlem. I omgivningarna runt Biquil Lejlem växer i huvudsak städsegrön lövskog.